# Margaret Mitchellová
Margaret Munnerlyn Mitchellová (nepřechýleně Margaret Mitchell) (8. listopadu 1900 – 16. srpna 1949) byla americká novinářka a spisovatelka, autorka značně úspěšného románu Jih proti Severu (Gone with the wind), který vydala roku 1936. Kniha byla zfilmována David O. Selznickem o tři roky později, tento film získal osm Oscarů a dvě zvláštní ocenění. Román se nakonec stal po Bibli nejprodávanější knihou světa.

## Životopis
Margaret se narodila v Atlantě v jihoamerickém státě Georgia 8. listopadu 1900. Byla vychovávána podle jižanských zvyklostí. Po celé dětství poslouchala příběhy o občanské válce. Ve svých vzpomínkách napsala: "Věděla jsem o válce všechno. Jediné, co jsem nevěděla, bylo, že Jih válku prohrál".
Navštěvovala vysokou školu v Northamptonu ve státě Massachusetts, avšak po smrti matky, již skolila poválečná pandemie španělské chřipky, musela studia opustit, vrátit se do Atlanty a převzít domácnost. Setrvat v tradičním modelu ženy v domácnosti však nakonec odmítla a nastoupila jako redaktorka deníku Atlanta Journal. Získala i vlastní pravidelný sloupek, který podepisovala Peggy Mitchell.
Jih proti Severu (Gone with the Wind)) začala psát, když kvůli zranění kotníku nemohla pracovat a její muž John jí poradil, aby se místo čtení pokusila napsat román. Napsat tento úspěšný bestseller jí trvalo zhruba 10 let, dokončila jej roku 1936. Dlouho si myslela, že text píše jen pro pobavení nejbližších známých, avšak roku 1935 do Atlanty přijel nakladatelský redaktor Harold Latham, který na jihu hledal talenty. Po jistém zdráhání mu nakonec ukázala svůj text a Latham v něm vytušil bestseller. Kniha měla skutečně okamžitý úspěch, u čtenářů i u kritiky - v roce 1937 za něj Mitchellová obdržela Pulitzerovu cenu a National Book Award.
Mitchellová tragicky zahynula roku 1949, když ji opilý řidič srazil během přecházení ulice s manželem Johnem Mashem.
Vzhledem k tomu, že nikdy nenapsala jiný literární text, objevily se několikrát spekulace, zda je skutečnou autorkou slavného románu. Tyto pochybnosti však literární věda považuje za vyvrácené.

## Citáty
- Muži nejsou nikdy dost staří, aby přestali dělat hlouposti.
- Život nemá žádnou povinnost dát nám to, co od něj očekáváme.